# Tygodnik Radomski
Tygodnik Radomski – gazeta wydawana na terenie dawnego województwa radomskiego. Jej początki sięgają lat osiemdziesiątych XX wieku. Tytuł powrócił na rynek w roku 1999 pod nazwą „To się czyta – Tygodnik Radomski”.